# Betsy Rue
Betsy Rue (ur. 14 maja 1979) – amerykańska aktorka.
Debiutowała rolą Brandy w serialu CBS Still Standing. Po gościnnych występach w popularnych telewizyjnych tasiemcach i sitcomach, w 2009 roku zagrała w dwóch popularnych horrorach: Halloween II w reżyserii Roba Zombie oraz Krwawe walentynki 3D Patricka Lussiera, gdzie wcieliła się w drugoplanową postać Irene Sparco.

## Filmografia
- Lucky Bastard (2013) jako Ashley Saint
- The Legend of Zombie Road 3D (2010) jako Crystal
- Sebastian (2010) jako Carly Roebuck
- iCarly (2010) jako Ginger Fox
- Groupie (2009) jako Nikki
- Woke Up Dead (2009) jako Deb (serial TV)
- Eastwick (2009) jako Melody (serial TV)
- Deep in the Valley (2009) jako Danni
- Halloween II (2009) jako Jazlean Benny
- Krwawe walentynki 3D (My Bloody Valentine, 2009) jako Irene Sparco
- Miss marca (Miss March, 2009) jako Truskawkowa
- Czysta krew (True Blood, 2009) jako Shawnelle (serial TV)
- Kości (Bones, 2009) jako Shiny Kopinsky (serial TV)
- Agenci NCIS (Navy NCIS: Naval Criminal Investigative Service, 2008) jako Sasha Gordon (serial TV)
- Jim wie lepiej (According to Jim, 2008) jako Gloria (serial TV)
- Jak poznałem waszą matkę (How I Met Your Mother, 2007) jako Audrey (serial TV)
- Dopóki śmierć nas nie rozłączy ( 'Til Death, 2007) jako seksowna kobieta (serial TV)
- Journeyman (2007) jako stewardesa (serial TV)
- Dziewczyna moich koszmarów (The Heartbreak Kid, 2007) jako Mimi
- Nieidealna (Unfabulous, 2007) jako Summer (serial TV)
- CSI: Kryminalne zagadki Las Vegas (CSI: Crime Scene Investigation, 2007) jako Libby Cooperson (serial TV)
- Las Vegas (2006) jako dziewczyna (serial TV)
- Still Standing (2006) jako Brandy (serial TV)